# مملكة أبخازيا
مملكة أبخازيا المعروفة أيضاً باسم مملكة الأبخاز تشير إلى دولة إقطاعية قامت في العصور الوسطى في القوقاز التي صمدت من العقد الثامن للقرن الثامن حتى تم توحيدها مع مملكة الجورجيين في 1008.

## لغز في التاريخ
هيمن في بداية تاريخ المملكة الجورجيون، الأرمن، البيزنطيون والمسلمون، حيث دعم هذا سجلات كتابية أثرية.
مشكلة المملكة الأبخازية، وبشكل خاص الأسئلة حول طبيعة الأسرة الحاكمة فيها وتركيبها العرقي، تشكل نقطة خلاف أساسية بين العلماء الجورجيين والأبخاز المعاصرين. ويمكن تفسير ذلك الخلاف بسبب قلة الموارد وندرتها حول هذا الموضوع. ويعتقد معظم المؤرخين الأبخاز أن تشكل المملكة كان نتيجة لتوحيد أوائل القبائل الأبخازية التي مكنتهم من بسط سيطرتهم على المناطق المجاورة. حيث اعترض المؤرخون الجورجيون على ذلك وقالوا أن كل المملكة كانت جورجية.
ومعظم العلماء أصحاب الجنسيات المختلفة يعتقدون بأنه من الصعب جداً معرفة الهوية العرقية الحقيقية لفئات سكان المملكة المختلفة بسبب استخدام المصطلحين «أبخازيا» و«الأبخاز» بشكل واسع خلال تلك الفترة - وسخر المصطلحان لاستخدامات أخرى في فترة بعدها - وغطى مصطلح الأبخاز كل سكان الدولة، بما فيهم الجورجيون (الذين يضمون المنجرليين وشعب اللاز والسفانيين ولغاتهم البارزة التي تعد أخوات اللغة الجورجية) والأبخاز المعاصرين. يبدو أن نسبة كبيرة (إن لم تكن شاملة) من الناطقين بالجورجية، عملوا جنباً إلى جنب مع الملوك الأبخاز، للتخلص من الهيمنة السياسية والثقافية البيزنطية، مما أدى إلى استبدال اللغة اليونانية باللغة الجورجية كلغة الأدب والثقافة.

## التاريخ المبكر
كانت أبخازيا، أو كما كانت تدعى وقتها، أبازجيا، إمارة تحت السيطرة البيزنطية. وتكمن الإمارة أساساً على طول ساحل البحر الأسود الذي يقع حالياً في الجزء الشمال الغربي من جمهورية أبخازيا، وامتدت شمالاً داخل ما يعرف اليوم بكراسنودار كراي. كانت عاصمة المملكة أناسوبيا. حكم المملكة أركون وراثي الذي كان يعمل في الوقت ذاته كوالي بيزنطي على المملكة. كانت الدولة مسيحية بشكل أساسي ووقع في مدينة بيتيوس أسقفية تتبع مباشرة لبطريركية القسطنطينية. دخلت الجيوش العربية أبخازيا عام 736. لكن المقاومة العنيدة التي أبداها ليون الأول صاحب العرش مع حلفائه الكارتليين والإيجريسيين أبعدت الغزاة. تزوج بعد ذلك ليون الأول ابنة مير الإيجريسي، وخلفه ليون الثاني قام باستغلال هذا الزواج الملكي لضم إيجريسي (لازيكا) إلى بلاده في العقد السابع من القرن الثامن.
أعطى الدفاع الناجح ضد العرب والمناطق الجديدة للأمراء الأبخازيين قوة كافية للحصول على مزيد من الاستقلال الذاتي من الإمبراطورية البيزنطية. وفي حوالي 786، حصل ليون على الاستقلال التام بمساعدة من الخزر؛ ولقب نفسه ملك أبخازيا ونقل عاصمته إلى المدينة الجورجية الغربية كوتاتيسي (حالياً كوتايسي. ووفقاً للمؤرخين الجورجيين، قام ليون بتقسيم بلاده إلى ثماني دوقيات: مقاطعة أبخازيا، تسخومي، بيديا، غوريا، رشا، تاكفيري، سفانيتي، أركفيتي وكوتاتيسي.
كان فترة ازدهار المملكة الأبخازية بين 850 و950. في بداية القرن العاشر، توسعت المملكة تبعاً لمصادر بيزنطية، ثلاثمئة ميلاً يونانياً على ساحل البحر الأسود، من حدود ثيما الكلدانية إلى مصب نهر نيكوبسيس، والقوقاز ورائه. أدت أهداف المملكة التوسعية إلى تكبير أرضها في الشرق. بدءاً مع الملك جورج الأول، حكم الملوك الأبخاز كارتلي (في شرق منتصف جورجيا)، وتدخلوا في شؤؤون الجورجيين والبغراتيدي الأرمن. في حوالي 908، استطاع وأخيراً الملك قسطنطين الثالث الاستيلاء على قسم كبير من كارتلي، مما جعل مملكته جارة تفليسي (تبليسي اليوم) التي كان العرب مستولين عليها. تحت حكم ابنه، جورج الثاني، وصلت المملكة إلى ذروة القوة والهيبة. لفترة وجيزة من الزمن، قامت كل من كاخيتي الجورجية وهيريتي الجورج-ألبانية بالاعتراف بسلطنة الأبخاز عليهما. وكحليف مؤقت للبيزنطيين، رعى جورج الثاني أنشطة نيكولاس ميستيكوس التبشيرية في ألانيا.

باغرات الثاني الأبخازي الذي كان أيضاً باغرات الثالث الجورجي

لكن خلفاء جورج، لم يستطيعوا استعادة قوة وهيبة المملكة. خلال حكم ليون الثالث، تحررت كل من كاخيتي وهيريتي من حكم الأبخاز. وقامت حرب أهلية وثورات إقطاعية تحت حكم ديميتريوس الثالث مما قاد بالمملكة إلى فوضى كبيرة تحت حكم ثيودوسيس الثالث الأعمى. وبحلول ذلك الوقت هيمن الجورجيون على القوقاز. في 978 تولى الأمير باغراد - ابن أخت ثيودوسيس- الحكم في أبخازيا، وعندما تولى خلف باغراد أباه بأن أصبح ملك ملوك الجورجيين، تمكن من توحيد المملكتين معاً، مما أتاح له بأن يجعل الحكم الأسري في المنطقة جورجي.

## غزو السلاجقة
شهد المنتصف الثاني من القرن الحادي عشر غزو السلاجقة الأتراك الكارثي الذين بحلول نهاية العقد الرابع من القرن الحادي عشر نجحوا في بناء إمبراطورية واسعة ضمت معظم آسيا الوسطى وإيران. في 1071، دمرت الجيوش السلجوقية القوات الجورجية والبيزنطية-الأرمنية الموحدة في معركة مانزيكرت، وبحلول 1081، غزا السلاجقو ودمروا كل أرمينيا والأناضول وبلاد ما بين النهرين وسوريا ومعظم جورجيا.
فقط أبخازيا ومناطق رشا وسفانيتيا وخيفي-خيفسوريتي الجبلية لم تعترف بسيطرة السلاجقة عليها، مما جعل هذه المناطق ملاذاً آمناً للاجئين. بحلول نهاية 1099، توقف ديفيد الرابع الجورجي عن دفع الأموال للسلاجقة، ووضع معظم الأراضي الجورجية عدا تبليسي وإيريتي تحت سيطرته المباشرة، وكانت أبخازيا وسفانيتيا القوات الداعمة له. في 1105-1124، قامت القوات الجورجية بقيادة الملك ديفيد بشن الحروب والهجمات ضد السلاجقة الأتراك وحرروا بقية المناطق الجورجية والمدينة المسيحية غيشي-كابالا في غرب شيرفان وقسم كبير من أرمينيا.

## للمزيد من القراءة
1. (بالإنجليزية) Alexei Zverev, Ethnic Conflicts in the Caucasus 1988-1994, in B. Coppieters (ed.), Contested Borders in the Caucasus, Brussels: VUBPress, 1996
2. Graham Smith, Edward A Allworth, Vivien A Law, Annette Bohr, Andrew Wilson, Nation-Building in the Post-Soviet Borderlands: The Politics of National Identities, Cambridge University Press (September 10, 1998), ISBN 0-521-59968-7
3. Encyclopaedia of Islam
4. (بالإنجليزية) Center for Citizen Peacebuilding, Aspects of the Georgian-Abkhazian Conflict
5. (بالروسية) Вахушти Багратиони. История царства грузинского. Жизнь Эгриси, Абхазети или Имерети. Ч.1
6. S. H. Rapp, Studies In Medieval Georgian Historiography: Early Texts And Eurasian Contexts, Peeters Bvba (September 25, 2003) ISBN 90-429-1318-5
7. (بالإنجليزية) Conflicting Narratives in Abkhazia and Georgia. Different Visions of the Same History and the Quest for Objectivity, an article by Levan Gigineishvili, 2003
8. (بالإنجليزية) The Role of Historiography in the Abkhazo-Georgian Conflict, an article by Seiichi Kitagawa, 1996
9. (بالإنجليزية) History of Abkhazia. Medieval Abkhazia: 620-1221 by Andrew Andersen
10. Georgiy I Mirsky, G I Mirskii, On Ruins of Empire: Ethnicity and Nationalism in the Former Soviet Union (Contributions in Political Science), Greenwood Press (January 30, 1997) ISBN 0-313-30044-5
11. Ronald Grigor Suny, The Making of the Georgian Nation: 2nd edition (December 1994), Indiana University Press, ISBN 0-253-20915-3, page 45
12. Robert W. Thomson (translator), Rewriting Caucasian History: The Medieval Armenian Adaptation of the Georgian Chronicles: The Original Georgian Texts and Armenian Adaptation (Oxford Oriental Monographs), Oxford University Press, USA (June 27, 1996), ISBN 0-19-826373-2
13. Toumanoff C., Chronology of the Kings of Abasgia and other Problems // Le Museon, 69 (1956), S. 73-90.